# La Délicatesse
La Délicatesse er en fransk romantisk komedie fra 2011. Filmen bygger på bogen af samme navn, der er skrevet af den ene af instruktørerne David Foenkinos. Bogen har i Frankrig solgt mere end 700.000 eksemplarer

## Handling
Filmen handler om Nathalie (Audrey Tautou), der som ung mister sin drømmemand i en bilulykke. Hun vælger at bearbejde sin sorg ved at begrave sig i arbejde, men kan alligevel ikke slippe mindet om sin elskede, som hun stadig tre år efter ulykken dagdrømmer om. Hun bemærker derfor heller ikke, at hendes, i øvrigt gifte, chef Charles (Bruno Todeschini) har forelsket sig i hende og desperat prøver at fange hendes opmærksomhed. I stedet bliver det en af hendes medarbejdere, den lidt kiksede svensker Markus (François Damiens), der ved at afbryde en af hendes dagdrømme, ender med at få hende ud af hendes selvvalgte fængsel og erkende at kærligheden ikke nødvendigvis er en engangsforestilling, selvom dens veje ofte er uransaglige.

## Medvirkende
- Audrey Tautou – Nathalie Kerr
- François Damiens – Markus Lundl
- Bruno Todeschini – Charles
- Mélanie Bernier – Chloé, Nathalies sekretær
- Joséphine de Meaux – Sophie

## Indtjening
I Frankrig har 723.420 set filmen.